# Démographie de la Guyane
La démographie de la Guyane est caractérisée par une très faible densité et une population jeune qui croît depuis les années 1950.
Avec ses 288 382 habitants en 2022, le département français de la Guyane se situe en 76e position sur le plan national.
En six ans, de 2015 à 2021, sa population s'est accrue de près de 26 800 unités, c'est-à-dire de plus ou moins 4 500 personnes par an. Mais cette variation est différenciée selon les 22 communes que comporte le département.
La densité de population de la Guyane, 3,5 habitants par kilomètre carré en 2022, est 31 fois inférieure à celle de la France entière qui est de 107,1 hab./km2 pour la même année.

## Évolution démographique
| 1830   | 1845   | 1853   | 1861   | 1876   | 1954   | 1961   | 1967   | 1974   |
| ------ | ------ | ------ | ------ | ------ | ------ | ------ | ------ | ------ |
| 23 747 | 19 795 | 16 817 | 19 959 | 18 230 | 27 863 | 33 505 | 44 392 | 55 125 |

| 1982   | 1990    | 1999    | 2006    | 2011    | 2016    | 2021    | 2022    | - |
| ------ | ------- | ------- | ------- | ------- | ------- | ------- | ------- | - |
| 73 022 | 114 678 | 157 213 | 205 954 | 237 549 | 269 352 | 286 618 | 288 382 | - |

## Population par divisions administratives

### Arrondissements
Le département de la Guyane comporte trois arrondissements. La population se concentre principalement sur l'arrondissement de Cayenne, qui recense 63 % de la population totale du département en 2022, avec une densité de 10,6 hab./km2, contre 34 % pour l'arrondissement de Saint-Laurent-du-Maroni et 3 % pour celui de Saint-Georges.
| Arrondissement          | Population(2022) | Variation(2022/2016)                       | Superficie(km2) | Densité(hab./km2) |
| ----------------------- | ---------------- | ------------------------------------------ | --------------- | ----------------- |
| Cayenne                 | 181 303          | en évolution de +2,8 % par rapport à 2016  | 17 028,9        | 10,6              |
| Saint-Laurent-du-Maroni | 98 344           | en évolution de +5,75 % par rapport à 2016 | 40 945          | 2,4               |
| Saint-Georges           | 8 735            | -                                          | 25 560          | 0,3               |
| Source : Insee.         |                  |                                            |                 |                   |

### Communes de plus de2 000 habitants
Sur les 22 communes que comprend le département de la Guyane, seize ont en 2021 une population municipale supérieure à 2 000 habitants, onze ont plus de 5 000 habitants et sept ont plus de 10 000 habitants : Cayenne, Saint-Laurent-du-Maroni, Matoury, Remire-Montjoly, Kourou, Macouria et Mana.
Les évolutions respectives des communes de plus de 2 000 habitants sont présentées dans le tableau ci-après.
| Commune                 | Population(2022) | Variation(2022/2016)                        | Superficie(km2) | Densité(hab./km2) |
| ----------------------- | ---------------- | ------------------------------------------- | --------------- | ----------------- |
| Cayenne                 | 63 956           | en évolution de +5,57 % par rapport à 2016  | 23,6            | 2 710             |
| Saint-Laurent-du-Maroni | 51 732           | en évolution de +18,11 % par rapport à 2016 | 4 830           | 10,7              |
| Matoury                 | 35 551           | en évolution de +9,59 % par rapport à 2016  | 137,19          | 259,1             |
| Remire-Montjoly         | 27 037           | en évolution de +5,16 % par rapport à 2016  | 46,11           | 586,4             |
| Kourou                  | 24 470           | en évolution de −7,74 % par rapport à 2016  | 2 160           | 11,3              |
| Macouria                | 18 807           | en évolution de +46,88 % par rapport à 2016 | 377,5           | 49,8              |
| Mana                    | 11 364           | en évolution de +7,55 % par rapport à 2016  | 6 332,6         | 1,8               |
| Apatou                  | 10 059           | en évolution de +13,97 % par rapport à 2016 | 2 020           | 5                 |
| Maripasoula             | 8 423            | en évolution de −34,19 % par rapport à 2016 | 18 360          | 0,5               |
| Grand-Santi             | 9 390            | en évolution de +26,41 % par rapport à 2016 | 2 112           | 4,4               |
| Papaichton              | 5 530            | en évolution de −31,17 % par rapport à 2016 | 2 628           | 2,1               |
| Saint-Georges           | 4 710            | en évolution de +15,55 % par rapport à 2016 | 2 320           | 2                 |
| Roura                   | 3 382            | en évolution de −13,26 % par rapport à 2016 | 3 902,5         | 0,9               |
| Montsinéry-Tonnegrande  | 3 457            | en évolution de +36,64 % par rapport à 2016 | 600             | 5,8               |
| Sinnamary               | 2 801            | en évolution de −4,83 % par rapport à 2016  | 1 340           | 2,1               |
| Camopi                  | 2 168            | en évolution de +21,32 % par rapport à 2016 | 10 030          | 0,2               |
| Source : Insee.         |                  |                                             |                 |                   |

## Structures des variations de population

### Soldes naturels et migratoires depuis 1967
| Indicateurs démographiques                       | 1967 à1974 | 1974 à1982 | 1982 à1990 | 1990 à1999 | 1999 à2010 | 2010 à2015 | 2015 à2021 |
| ------------------------------------------------ | ---------- | ---------- | ---------- | ---------- | ---------- | ---------- | ---------- |
| Variation annuelle moyenne de la population en % | 3,1        | 3,9        | 5,8        | 3,6        | 3,5        | 2,6        | 1,6        |
| - due au solde naturel en %                      | 2,3        | 1,9        | 2,3        | 2,7        | '          | 2,3        | 2,5        |
| - due au solde apparent des entrées sorties en % | 0,8        | 2,0        | 3,5        | 0,8        | 0,8        | 0,2        | -0,9       |
| Taux de natalité en ‰                            | 31,7       | 25,2       | 28,9       | 31,8       | 30,2       | 26,6       |            |
| Taux de mortalité en ‰                           | 8,5        | 6,5        | 5,5        | 4,4        | 3,7        | 3,2        |            |
| Source : Insee.                                  |            |            |            |            |            |            |            |

### Mouvements naturels sur la période 2014-2022
En 2014, 6 591 naissances ont été dénombrées contre 786 décès. Le nombre annuel des naissances a augmenté depuis cette date, passant à 7 718 en 2022, indépendamment à une augmentation, mais relativement faible, du nombre de décès, avec 1 210 en 2022. Le solde naturel est ainsi positif et augmente, passant de 5 805 à 6 508.
Pour des raisons techniques, il est temporairement impossible d'afficher le graphique qui aurait dû être présenté ici.

### Natalité
La Guyane est, après Mayotte, le département français où le taux de natalité est le plus élevé et le taux de mortalité est le plus faible.
En 2024, l'indice de fécondité est de 3,05 enfants par femme et le taux de natalité est de 22,6 ‰.
La Guyane connaît donc une croissance démographique comparable à celle de certains pays en voie de développement. C'est une population jeune : au 1er janvier 2012, l'âge médian était de 23 ans et 44 % de la population avait moins de 20 ans.
|                                                    | 2016   | 2017   | 2018   | 2019   | 2020   | 2021   | 2022   | 2023   | 2024   |
| -------------------------------------------------- | ------ | ------ | ------ | ------ | ------ | ------ | ------ | ------ | ------ |
| Naissances                                         | 7 270  | 8 057  | 7 995  | 8 104  | 7 992  | 8 127  | 7 718  | 7 689  | 6 600  |
| Indice de fécondité (enfants par femme)            | 3,61   | 3,92   | 3,82   | 3,82   | 3,75   | 3,81   | 3,61   | 3,57   | 3,05   |
| Taux de natalité (naissances pour mille habitants) | 27,0 ‰ | 29,6 ‰ | 28,7 ‰ | 28,6 ‰ | 28,0 ‰ | 28,3 ‰ | 26,7 ‰ | 26,4 ‰ | 22,6 ‰ |

## Densité de population
En 2021, la densité était de 3,4 hab./km2.
| 1967 |  | 0.5 |  |

| 1974 |  | 0.7 |  |

| 1982 |  | 0.9 |  |

| 1990 |  | 1.4 |  |

| 1999 |  | 1.9 |  |

| 2010 |  | 2.7 |  |

| 2015 |  | 3.1 |  |

| 2021 |  | 3.4 |  |

## Répartition par sexes et tranches d'âges
La population du département est plus jeune qu'au niveau national.
En 2021, le taux de personnes d'un âge inférieur à 30 ans s'élève à 55,2 %, soit au-dessus de la moyenne nationale (35,1 %). À l'inverse, le taux de personnes d'âge supérieur à 60 ans est de 9,3 % la même année, alors qu'il est de 26,6 % au niveau national.
En 2021, le département comptait 140 139 hommes pour 146 479 femmes, soit un taux de 51,11 % de femmes, légèrement inférieur au taux national (51,61 %).
Les pyramides des âges du département et de la France s'établissent comme suit.
| Hommes | Classe d’âge | Femmes |
| ------ | ------------ | ------ |
| 0,1    | 90 ou +      | 0,2    |
| 1,7    | 75-89 ans    | 2,1    |
| 7,3    | 60-74 ans    | 7,2    |
| 15,4   | 45-59 ans    | 14,9   |
| 19,7   | 30-44 ans    | 21,1   |
| 22,7   | 15-29 ans    | 23,5   |
| 33,1   | 0-14 ans     | 31,1   |

| Hommes | Classe d’âge | Femmes |
| ------ | ------------ | ------ |
| 0,7    | 90 ou +      | 1,9    |
| 7,0    | 75-89 ans    | 9,5    |
| 16,6   | 60-74 ans    | 17,5   |
| 20,0   | 45-59 ans    | 19,5   |
| 18,8   | 30-44 ans    | 18,3   |
| 18,3   | 15-29 ans    | 16,7   |
| 18,6   | 0-14 ans     | 16,7   |

## Répartition par catégories socioprofessionnelles
La catégorie socioprofessionnelle des autres personnes sans activité professionnelle est surreprésentée par rapport au niveau national. Avec 44,6 % en 2021, elle est 27,6 points au-dessus du taux national (17 %). La catégorie socioprofessionnelle des retraités est quant à elle sous-représentée par rapport au niveau national. Avec 6,9 % en 2021, elle est 19,9 points en dessous du taux national (26,8 %).
| Catégorie socioprofessionnelle                    | 2015    | 2015 | 2021    | 2021 | Détails de l'année 2021 | Détails de l'année 2021 | Détails de l'année 2021            | Détails de l'année 2021            | Détails de l'année 2021            |
| Catégorie socioprofessionnelle                    | Nb      | %    | Nb      | %    | Hommes                  | Femmes                  | Part en % de la population âgée de | Part en % de la population âgée de | Part en % de la population âgée de |
| Catégorie socioprofessionnelle                    | Nb      | %    | Nb      | %    | Hommes                  | Femmes                  | 15 à 24 ans                        | 25 à 54 ans                        | 55 ans ou +                        |
| ------------------------------------------------- | ------- | ---- | ------- | ---- | ----------------------- | ----------------------- | ---------------------------------- | ---------------------------------- | ---------------------------------- |
| Agriculteurs exploitants                          | 1 455   | 0,8  | 1 623   | 0,8  | 1 055                   | 568                     | 0,2                                | 0,9                                | 1,2                                |
| Artisans, commerçants, chefs d'entreprise         | 7 257   | 4,2  | 6 302   | 3,2  | 4 306                   | 1 996                   | 0,4                                | 4,1                                | 4,0                                |
| Cadres et professions intellectuelles supérieures | 8 835   | 5,1  | 10 180  | 5,2  | 5 582                   | 4 598                   | 0,4                                | 7,2                                | 5,4                                |
| Professions intermédiaires                        | 18 724  | 10,8 | 21 903  | 11,1 | 9 443                   | 12 460                  | 4,7                                | 15,1                               | 8,0                                |
| Employés                                          | 27 465  | 15,9 | 29 483  | 15,0 | 9 853                   | 19 630                  | 9,5                                | 19,0                               | 10,7                               |
| Ouvriers                                          | 17 493  | 10,1 | 25 786  | 13,1 | 21 800                  | 3 987                   | 5,6                                | 17,8                               | 9,4                                |
| Retraités                                         | 12 564  | 7,3  | 13 572  | 6,9  | 6 757                   | 6 814                   | 0,0                                | 0,1                                | 33,6                               |
| Autres personnes sans activité professionnelle    | 78 976  | 45,7 | 87 708  | 44,6 | 36 214                  | 51 494                  | 79,2                               | 35,8                               | 27,7                               |
| Ensemble                                          | 172 768 | 100  | 196 557 | 100  | 95 011                  | 101 547                 | 100                                | 100                                | 100                                |
| Sources : Insee,.                                 |         |      |         |      |                         |                         |                                    |                                    |                                    |

## Migration et composition culturelle

### Origines coutumières des populations
Près d’un tiers des Guyanais sont d’origine étrangère, commençant par les Saint-Luciens et les Chinois au XIXe siècle et, au siècle suivant, les Brésiliens, Haïtiens et Surinamiens (dès les années 1960).
Les informations sur les origines coutumières des populations de Guyane sont assez incomplètes puisque la République française ne reconnaissant ni "race", ni couleurs, ces informations sont estimées par des organismes étrangers et ne font pas l'objet de recensement.
- Amérindiens :
  - les Kali'nas (région de Saint-Laurent-du-Maroni)
  - les Lokonos (région de Saint-Laurent-du-Maroni)
  - les Palikurs (région de Saint-Georges-de-l'Oyapock)
  - Tekos (sud de la Guyane)
  - Wayanas (sud de la Guyane)
  - Wayampis (sud de la Guyane)
- Bushinengués (ou Noirs Marrons) : ce terme désigne en Guyane et au Suriname tous les esclaves noirs qui se sont révoltés et enfuis des plantations du XVIIe siècle au XIXe siècle pour se réfugier dans la forêt et sur les fleuves. En croissance très rapide, ils représentent aujourd'hui plus d'un tiers de la population de Guyane, soit environ 100 000 personnes en 2018[8].
- Créoles : les créoles descendants des esclaves noirs (guyanais, antillais, surinamiens, haïtiens), majoritaires en Guyane.
- Européens : les populations d'origine européenne représentent environ 12 %[9] de la population guyanaise.
- Hmongs : chassés du Laos en 1977[10], sur l'invitation de Valéry Giscard d'Estaing, ils sont aujourd'hui environ un millier de maraîchers (500 à leur arrivée).[réf. nécessaire]Ils représentent 2% de la population[11].
- Brésiliens : Ils sont venus massivement dès 1965 (10 000 personnes, c'est la 3e communauté étrangère[7]).
- Chinois : l’immigration chinoise est ancienne (depuis le XIXe siècle)[10], artisans et commerçants[12]
- Surinamiens : l’immigration relativement récente surinamienne a atteint un maximum pendant le milieu des années 1980 lors de la guerre civile au Surinam[réf. nécessaire]. Les décennies suivantes ont vu aussi une continuation des nouveaux arrivants surinamiens, et, aujourd’hui, ils sont la 1re communauté étrangère (11 p. cent)[7].
- Haïtiens : 2e communauté étrangère. L’immigration massive et clandestine a eu lieu dans les années 1970[7]. En 2017, les mères haïtiennes représentent un quart des naissances en Guyane[I 7].

### Immigration
L'immigration a toujours été une composante importante de l'augmentation de la population de la Guyane depuis les années 1980. Entre 2010 et 2015, le solde apparent des entrées-sorties est plus limité mais toujours positif (+ 0,2 % par an en moyenne), selon les données de l'Insee. Désormais, les entrées s'effectuent majoritairement depuis la France métropolitaine et les autres DOM, le reste des immigrants venant de l'étranger.
Les immigrés (au sens des personnes nées étrangères à l'étranger et vivant en Guyane), étaient au nombre de 71 334 au 1er janvier 2013, soit 29,2 % de la population de la collectivité territoriale, proportion la plus forte des départements français devant la Seine-Saint-Denis.
Les étrangers étaient, quant à eux, plus nombreux que les immigrés, du fait de la présence d'étrangers nés dans le département mais n'ayant pas la nationalité française : 84 135 au 1er janvier 2013, soit 34,5 % de la population de la Guyane. Trois nationalités fournissent la très grande majorité de ces étrangers (89 % en 2012) : les Surinamais (37 %), les Brésiliens (27 %) et les Haïtiens (25 %).